# Вайлер-бай-Монцинген
Вайлер-бай-Монцинген (нім. Weiler bei Monzingen) — громада в Німеччині, розташована в землі Рейнланд-Пфальц. Входить до складу району Бад-Кройцнах. Складова частина об'єднання громад Бад-Зобернгайм.
Площа — 5,87 км2. Населення становить 463 ос. (станом на 31 грудня 2020).